# John St. Polis
John St. Polis (24 de novembro de 1873 – 8 de outubro de 1946) foi um ator norte-americano. Ele atuou em filmes mudos entre 1909 e 1943. Às vezes ele foi creditado como John M. St. Polis, ou John Sainpolis.

## Filmografia selecionada
- The Yellow Passport (1916)
- The Fortunes of Fifi (1917)
- The Love That Lives (1917)
- The Criminal Code (1931)
- Mr. Wong, Detective (1938)
- International Crime (1938)
- They Shall Have Music (1939)
- Rocky Mountain Rangers (1940)
- Reap the Wild Wind (1942)
- Assignment in Brittany (1943)